# NUON
NUON（ヌオン）は、2000年代前半に、米国・欧州の一部の国で発売されたDVDゲームプレイヤーである。

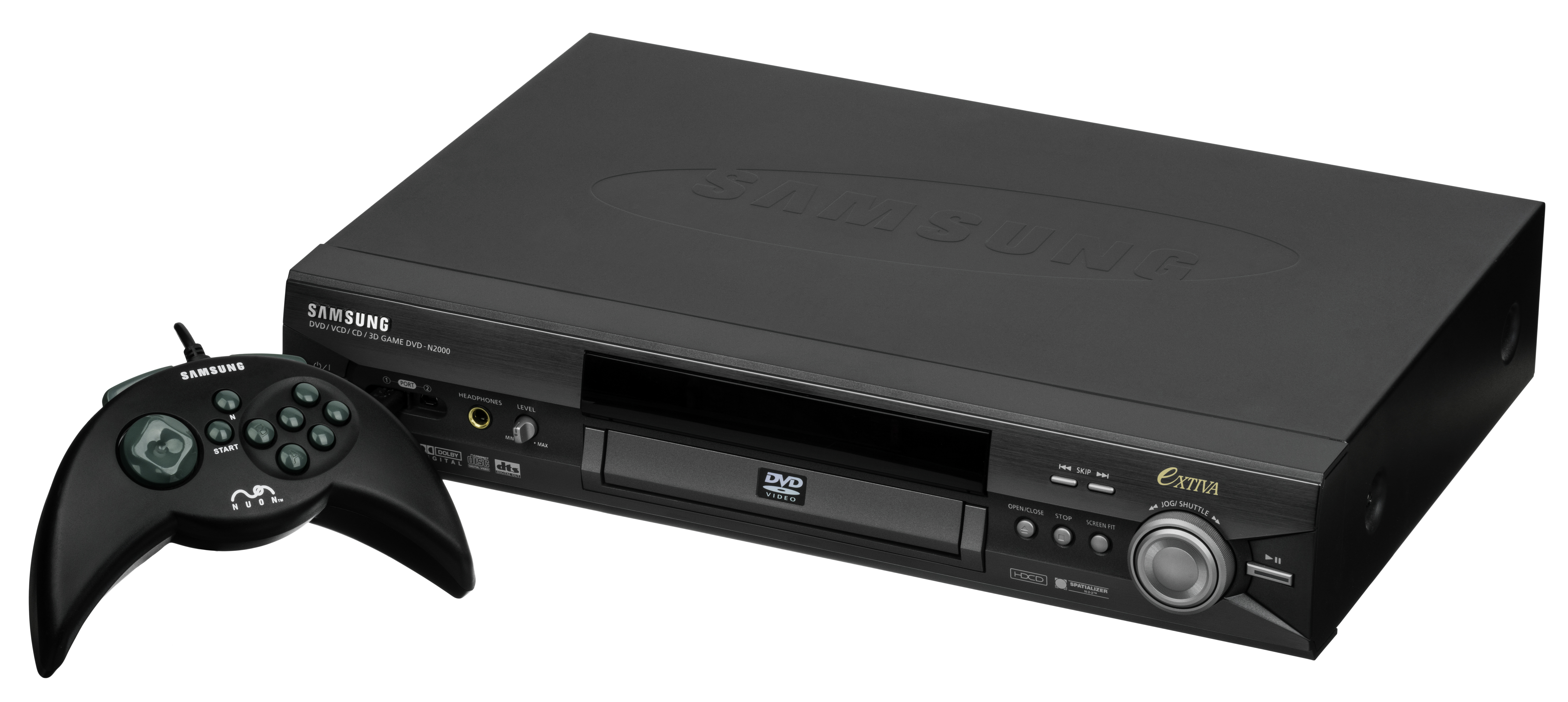
NUON

## 誕生の経緯
1998年、アメリカのVm labs社が規格を提唱。コンセプトは、「普段、DVD視聴をメインにしているAVユーザーが、たまにはゲームもしたいという層にアピールしたい。」というもの。2000年のCESで初めて実機が展示、販売された。

## 特徴
1993年に米国で発売された3DO同様、規格の提唱者であるVm labs社は、本体を製造せず、更にはソフト開発も行わなかった。NUON規格の本体は、日韓の大手家電メーカーである東芝とサムスンの二社から発売された。両社にとっては3DO以来のテレビゲームビジネスとなった。基本的な性能は、当時出回っていた中級グレードのDVD再生機にゲーム機能を組み込んだため、日本円にしておよそ6～7万円前後と、値段的には高くなった。
以下、主なNUON本体の特徴を紹介する。
N2000<サムスン>→499ドルにて販売されたNUON規格のDVDプレイヤー一号機。デモディスク、コントローラー標準装備。
N501<サムスン>→MP3対応。ただし、コントローラーは別売。デモディスクは付いていない。
SD-2300<東芝>→コントローラー別売でデモディスク無し。見た目は殆ど通常のDVD再生機と変わらない。
また、NUONのコントローラーは、NINTENDO 64と同じく方向キー、A、B、L、R、スタートボタン、4方向のCボタンユニットで構成されていっている。

## 展開
Vm labs社は1998年、日本のゲームメーカーをはじめ、複数の企業に参入を促した。しかし、当時PlayStationが破竹の勢いで売れていたのに加え、ゲームマシンとしては3DO同様、中途半端な性格だったという事もあり、サードパーティーはなかなか集まらなかった。日本のメーカーではタイトーとサンソフトが参入したに留まった。
業界初のDVDゲームプレイヤーとして発売されたが、元々デビューからソフト不足、サードパーティー不足に泣かされた上、ゲームマシンとしてもDVD再生機としても割高だった。しかも、発売まもなくソニーから、PlayStation 2が発売され、早くも窮地に陥ってしまう。
日本では、NUONは正式発売されなかった。またゲームマシンとしてよりはDVDプレーヤーとしての性格が強かったため、国によってリージョンコードが設けられているDVDの特性から、輸入等でもあまり出回らず、知名度は高くはなかった。
規格提唱者のVm labs社は、NUON事業の失敗が元で、本体発売からわずか3年で倒産の憂き目に遭った。その3年間に発売されたソフトの数は僅か40数本足らずに留まった。
内容的には、アタリの昔のアーケードゲームのアレンジ移植ものが多かった。その他パズルボブルやテトリスの様なパズルゲーム、レーシングゲーム、シューティングゲーム等あったが、大作RPGや、本格対戦格闘ゲーム等当時のヒットジャンルの作品が無かった。
しかし、ごく一部のアタリファンは、「テンペスト3000」等アタリのアーケードゲームのアレンジ版が楽しめるという事で、細々とNUONを支持していた。